# نيكوس ليناردوس
نيكوس ليناردوس (باليونانية: Νίκος Λινάρδος)‏ مواليد 26 أغسطس 1963 في اليونان، هو مدرب كرة سلة يوناني ولاعب معتزل. بدأ مسيرته الاحترافية في سنة 1981. حقق المركز الأول في بطولة أمم أوروبا لكرة السلة 1987. اعتزل اللعب في 1995. لعب مع نادي بانيونيس لكرة السلة في الدوري اليوناني لكرة السلة ونادي سبورتينغ لكرة السلة.

## الميداليات
| الميدالية | المسابقة                         |
| --------- | -------------------------------- |
| ذهبية     | بطولة أمم أوروبا لكرة السلة 1987 |

## روابط خارجية
- نيكوس ليناردوس على موقع الاتحاد الدولي لكرة السلة (الإنجليزية)
- نيكوس ليناردوس على موقع بروبوليرز (الإنجليزية)